# Only You (Lied)
Only You ist eine Pop-Ballade von Vince Clarke. Er schrieb sie während seiner Zeit mit Depeche Mode, nahm sie aber erst 1982 mit dem Duo Yazoo auf, das er zusammen mit Alison Moyet gegründet hatte. Der Song erreichte Platz zwei in Großbritannien und stieg auch in die amerikanischen Charts ein. Ab 1983 erreichte eine A-cappella-Version der Flying Pickets in Großbritannien und Deutschland Platz eins der Charts.

## Rezeption
Laut Allmusic hat Clarkes Melodie in diesem Song „eine süßliche, sehnsüchtige Qualität, elegant von Clarke und Produzent E.C. Radcliffe arrangiert in einer Weise, die verschiedene monophone Klänge miteinander verknüpft, um dem Lied mehr Tiefe und melodische Substanz zu verleihen.“ Moyets Stimme sei eine „perfekte, absichtlich einfach gehaltene Darbietung von Clarkes sanftem und romantischem Text, gefühlvoll und gleichzeitig ehrwürdig im Stil des 70er-Soulstars Ann Peebles.“

### Chartplatzierungen
| ChartsChartplatzierungen       | Höchstplatzierung | Wochen |
| ------------------------------ | ----------------- | ------ |
| Deutschland (GfK)              | 72 (2 Wo.)        | 2      |
| Vereinigtes Königreich (OCC)   | 2 (19 Wo.)        | 19     |
| Vereinigte Staaten (Billboard) | 67 (8 Wo.)        | 8      |

### Auszeichnungen für Musikverkäufe
| Land/Region                  | Auszeichnungen für Musikverkäufe (Land/Region, Auszeichnung, Verkäufe) | Verkäufe |
| ---------------------------- | ---------------------------------------------------------------------- | -------- |
| Vereinigtes Königreich (BPI) | Platin                                                                 | 600.000  |
| Insgesamt                    | 1× Platin ·                                                            | 600.000  |

## Coverversionen (Auswahl)

### Version von The Flying Pickets
Die A-cappella-Version der Flying Pickets war noch erfolgreicher als das Original und belegte Ende 1983 für fünf Wochen Platz eins der britischen Charts. Sie war der Weihnachts-Nummer-eins-Hit jenes Jahres.
Only You war der erste A-cappella-Chartstürmer in Großbritannien und es wurde im folgenden Jahr auch in anderen Ländern veröffentlicht. Die Einordnung als a cappella ist jedoch irreführend, da durchgehend Synthesizer zu hören sind. Die Flying-Pickets-Version stieg in Deutschland 1984 auf Platz eins der Single-Charts und konnte sich auch in Kanada platzieren.

#### Chartplatzierungen
| ChartsChartplatzierungen     | Höchstplatzierung | Wochen/ Monate |
| ---------------------------- | ----------------- | -------------- |
| Deutschland (GfK)            | 1 (20 Wo.)        | 20 Wo.         |
| Österreich (Ö3)              | 3 (3 Mt.)         | 3 Mt.          |
| Schweiz (IFPI)               | 2 (12 Wo.)        | 12 Wo.         |
| Vereinigtes Königreich (OCC) | 1 (12 Wo.)        | 12 Wo.         |

| ChartsJahrescharts (1984)    | Platzierung |
| ---------------------------- | ----------- |
| Deutschland (GfK)            | 13          |
| Österreich (Ö3)              | 14          |
| Schweiz (IFPI)               | 23          |
| Vereinigtes Königreich (OCC) | 9           |

#### Auszeichnungen für Musikverkäufe
| Land/Region                  | Auszeichnungen für Musikverkäufe (Land/Region, Auszeichnung, Verkäufe) | Verkäufe |
| ---------------------------- | ---------------------------------------------------------------------- | -------- |
| Vereinigtes Königreich (BPI) | Gold                                                                   | 500.000  |
| Insgesamt                    | 1× Gold ·                                                              | 500.000  |

### Version von Echo-Echo
1984 veröffentlichte die Band Echo-Echo mit der Single Nur dein Clown ein deutschsprachiges Cover in der Version der Flying Pickets. Die Single erreichte Platz 27 der deutschen Airplay-Charts, und die Gruppe wurde mit dem Titel im Mai 1984 Sieger in der ZDF-Hitparade.

### Version von Enrique Iglesias
Enrique Iglesias nahm eine spanische Version des Liedes mit dem Titel Sólo en ti auf, die auf seinem zweiten Studioalbum Vivir erschien. Der Titel wurde als zweite Single des Albums ausgekoppelt und stieg am 3. Mai 1997 auf Platz eins der US-Billboard Hot Latin Songs ein. Das Stück hielt sich zehn Wochen an der Spitze dieser Charts. Iglesias nahm den Song auch auf Englisch auf und veröffentlichte ihn auf dem Album Bailamos Greatest Hits.

### Version von Jan Wayne
2002 brachte der deutsche Jan Wayne eine Coverversion im für ihn typischen Hands-up-Stil aus. Diese Version erreichte Platz 14. der deutschen Singlecharts und hielt sich neun Wochen in der Hitparade.

### Version von Selena Gomez
Für den Soundtrack der Serie Tote Mädchen lügen nicht wurde im März 2017 von Selena Gomez eine weitere Coverversion veröffentlicht.
Auszeichnungen für Musikverkäufe

| Land/Region     | Auszeichnungen für Musikverkäufe (Land/Region, Auszeichnung, Verkäufe) | Verkäufe |
| --------------- | ---------------------------------------------------------------------- | -------- |
| Brasilien (PMB) | Gold                                                                   | 20.000   |
| Insgesamt       | 1× Gold ·                                                              | 20.000   |

## Verwendung in Soundtracks
Die Originalversion von Yazoo ist zu hören in Ich kann’s kaum erwarten!, der Weihnachtsfolge von The Office, der 1. Folge der 5. Staffel von Fringe – Grenzfälle des FBI, der 5. Folge der 3. Staffel von Ashes to Ashes – Zurück in die 80er, der 4. Folge der 3. Staffel von The Americans, der 15. Folge der 3. Staffel von Lucifer, der 6. Folge von Pure und in Ihr seid herzlich eingeladen.
Die A-cappella-Version der Flying Pickets wird im deutschen Film 7 Zwerge – Der Wald ist nicht genug in einer Szene, in der die Zwerge in ein Hexenhaus eindringen, von ihnen parodiert.